# Agustín Bertomeu
Agustín Bertomeu López (Barcellona, 18 aprile 1939) è un ex cestista spagnolo.

## Carriera
Con la Spagna ha disputato i Giochi olimpici di Roma 1960.